# Kanton Bologne
Kanton Bologne (fr. Canton de Bologne) je francouzský kanton v departementu Haute-Marne v regionu Grand Est. Tvoří ho 38 obcí. Zřízen byl v roce 2015.

## Obce kantonu
| - Andelot-Blancheville - Annéville-la-Prairie - Bologne - Bourdons-sur-Rognon - Briaucourt - Cerisières - Chantraines - Cirey-lès-Mareilles - Consigny - Daillancourt - Darmannes - Domremy-Landéville - Doulaincourt-Saucourt - Ecot-la-Combe - Froncles - La Genevroye - Guindrecourt-sur-Blaise - Lamancine - Marbéville | - Mareilles - Meures - Mirbel - Montot-sur-Rognon - Ormoy-lès-Sexfontaines - Oudincourt - Reynel - Rimaucourt - Rochefort-sur-la-Côte - Roches-Bettaincourt - Rouécourt - Sexfontaines - Signéville - Soncourt-sur-Marne - Viéville - Vignes-la-Côte - Vignory - Vouécourt - Vraincourt |